# Tony Hawk's Pro Skater 2
Tony Hawk's Pro Skater 2 é o segundo jogo da série Tony Hawk's. Foi desenvolvido pela Neversoft e publicado pela Activision em 2000. O jogo foi primeiramente lançado para o PlayStation, logo depois lançado para o Nintendo 64, Dreamcast e Game Boy Color. A versão do jogo para o Game Boy Advance foi muito elogiada por dar uma impressão de jogo em 3D, e foi eleito como o primeiro jogo de aparelho portátil em 3D. O jogo foi também o primeiro a possuir a opção de criação de skatistas.

## Jogabilidade
Esta continuação da série conta com os mesmos skatistas do primeiro jogo, contando com a adição de Steve Caballero, Eric Koston e Rodney Mullen. Além dos skatistas profissionais também há personagens criados pela Neversoft, e funcionam como personagens desbloqueáveis, sendo eles Officer Dick, Private Carrera, McSqueeb e Mindy. E como um personagem secreto, o jogo conta com o herói dos quadrinhos da Marvel Comics, Homem-Aranha.
Como na primeira edição da série, o jogo conta com estágios em vários lugares ao redor do mundo, passando por cidades como Montana, Califórnia do Sul, Marselha, Nova York, Califórnia, Ventura, dentre outras cidades. Como exclusividade da versão para Microsoft Windows e Xbox, o jogo contém todas as fases do primeiro jogo da série.

## Conversões
Devido ao grande sucesso do jogo, ele foi convertido para mais cinco plataformas diferentes. São elas:

### Nintendo 64
Esta versão seria originalmente seria lançado juntamente a versão para PlayStation, mas foi adiado devido as baixas vendas da versão do jogo antecessor para o console. Um ano depois, o jogo foi lançado pela mesma companhia que fez a conversão do primeiro Tony Hawk do Nintendo 64, Edge of Reality. Esta versão contém as mesmas características do jogo para PlayStation, incluindo os modos Create-a-Skater and Park Editor. Além disso há melhoras visuais em relação ao jogo original, e foi adicionada um novo estagio chamada Bike Headquarters (do jogo Mat Hoffman's Pro BMX). Também foram adicionadas novas trapaças, algumas músicas foram retiradas e outras tiveram partes cortadas.

### Tony Hawk's Pro Skater 2X
Tony Hawk's Pro Skater 2X foi lançado em 14 de novembro de 2001 (somente nos Estados Unidos) como um título de lançamento do console Xbox. O jogo possui todos os dezenove estágios do THPS e THPS2 e mais cinco novos estágios e opção de modo multiplayer pela internet.

### Windows Mobile
O jogo foi convertido para o Windows Mobile Professional em 2006 pela Aspyr, oferecendo aceleração de hardware para alguns dispositivos Dell Axim.

### iOS
Através de sua conta no Twitter, Tony Hawk anunciou a conversão do Tony Hawk's Pro Skater 2 para o iOS. Ele foi desenvolvido pela Activision e lançado no fim de Março de 2010, chegando primeiro na App Store dos Estados Unidos e só mais tarde nas outras regiões.
Diferente das outras conversões, os únicos modos jogáveis são o Modo Carreira, Partida Solo e Free Skate. Os modos de criação de personagens e pistas de skate foram removidos dessa versão, assim como a trilha sonora que foi substituída. Algumas mudanças também foram feitas na aparência de alguns skatistas, para coincidir com as novas patrocinadoras de cada um. O jogo está disponível para iPhone, iPod Touch e iPad.

### Gameboy Color/Advance
A versão para Game Boy Color (desenvolvida por Natsume) foi melhor recebida que o primeiro jogo da série para um portátil. Apesar disso, o jogo possui pouca semelhança com as outras versões do jogo. A versão para Game Boy Advance (por Vicarious Visions) recebeu elogios por ser uma conversão precisa da série, transformando a jogabilidade 3D para o formato isométrico (2.5D)

## Trilha sonora
A lista de músicas a seguir correspondem a versão original do jogo, para Playstation. A trilha sonora das outras versões do jogo podem variar.
| N.º | Título                       | Artista                  | Duração |  |
| 1.  | "Blood Brothers"             | Papa Roach               |         |  |
| 2.  | "Bring the Noise"            | Anthrax/Public Enemy     |         |  |
| 3.  | "Guerrilla Radio"            | Rage Against the Machine |         |  |
| 4.  | "Pin the Tail on the Donkey" | Naughty by Nature        |         |  |
| 5.  | "You"                        | Bad Religion             |         |  |
| 6.  | "When Worlds Collide"        | Powerman 5000            |         |  |
| 7.  | "No Cigar"                   | Millencolin              |         |  |
| 8.  | "B-Boy Document '99"         | The High and Mighty      |         |  |
| 9.  | "Cyclone"                    | Dub Pistols              |         |  |
| 10. | "May 16th"                   | Lagwagon                 |         |  |
| 11. | "Subculture"                 | Styles of Beyond         |         |  |
| 12. | "Heavy Metal Winner"         | Consumed                 |         |  |
| 13. | "Evil Eye"                   | Fu Manchu                |         |  |
| 14. | "Out with the Old"           | Alley Life               |         |  |
| 15. | "Five Lessons Learned"       | Swingin' Utters          |         |  |

## Recepção
Tony Hawk's Pro Skater 2 foi muito bem recebido pelos críticos e teve um sucesso comercial. De acordo com o GameRankings, é o vigésimo jogo com melhor recepção da crítica de todos os tempos.
A versão para PlayStation de Tony Hawk's Pro Skater 2 recebeu o prêmio Platinum da revista de jogos Electronic Gaming Monthly. Por causa disso, é o único jogo da história da revista a receber o prêmio Platinum duas vezes.[carece de fontes?] A versão para PlayStation recebeu 10/10 da revista Game Informer, enquanto que as versões para outros consoles receberam notas menores. Na última edição da revista Official UK PlayStation Magazine, o jogo foi escolhido como o sétimo melhor jogo de todos os tempos.